# Liste des joueurs du Léopold Football Club
Cette liste reprend les 225 joueurs de football qui ont évolué au Léopold Football Club (matricule 5) depuis la fondation du club, sous toutes ses appellations:
- Léopold Football Club : de 1893 à 1921
- Royal Léopold Club de Bruxelles : de 1921 à 1954
- Royal Léopold Football Club : de 1954 à 1959
- Royal Léopold Football Club Woluwe : de 1959 à 1961
- Royal Léopold Football Club Bruxelles : de 1961 à 1982
- Royal Léopold Football Club d'Uccle : de 1982 à 1990
- Royal Uccle-Léopold Football Club : de 1990 à 1996
- Royal Uccle-Forestoise-Léopold Football Club : de 1996 à 2001
- Royal Léopold Uccle Forestoise : de 2001 à 2005
- Royal Léopold Uccle Football Club : de 2005 à 2013
- Royal Léopold Uccle-Woluwe Football Club : de 2013 à 2014
- Royal Léopold Football Club : depuis 2014

Date de mise à jour des joueurs et de leurs statistiques : 22 novembre 2012
- Haut – A
- B
- C
- D
- E
- F
- G
- H
- I
- J
- K
- L
- M
- N
- O
- P
- Q
- R
- S
- T
- U
- V
- W
- X
- Y
- Z

## A
| Joueur         | Nationalité | Position          | Date de naissance | Période(s) | Matches (dont D1) | Buts | Jaunes | Rouges |
| -------------- | ----------- | ----------------- | ----------------- | ---------- | ----------------- | ---- | ------ | ------ |
| Karim Akajoua  | Belgique    | ?                 | 19/02/1984        | 2005-2007  | 18 (0)            | 1    | 1      | 0      |
| Bernard Allou  | France      | Milieu de terrain | 19/06/1975        | 2005-2006  | 29 (0)            | 22   | 5      | 0      |
| Imad Amazou    | Belgique    | ?                 | 11/07/1986        | 2006-2007  | 17 (0)            | 6    | 5      | 0      |
| Jamil Araoud   | Belgique    | ?                 | 5/05/1979         | 2003-2004  | 1 (0)             | 0    | 0      | 0      |
| Roy Ardill     | Belgique    | ?                 | ?                 | 1907-1908  | 3 (3)             | 0    | 0      | 0      |
| Pierre Artuso  | Belgique    | ?                 | 29/05/1986        | 2006-2007  | 0 (0)             | 0    | 0      | 0      |
| Mohceno Atteri | Belgique    | ?                 | 17/08/1974        | 2003-2004  | 25 (0)            | 1    | 5      | 1      |

## B
| Joueur                     | Nationalité | Position       | Date de naissance | Période(s) | Matches (dont D1) | Buts | Jaunes | Rouges |
| -------------------------- | ----------- | -------------- | ----------------- | ---------- | ----------------- | ---- | ------ | ------ |
| Abdenour Bakkouche         | Belgique    | ?              | 9/03/1979         | 2010-2012  | 53 (0)            | 3    | 12     | 1      |
| Harald Baldwin             | Belgique    | ?              | ?                 | 1895-1897  | 0 (0)             | 0    | 0      | 0      |
| Aziz Balogoun              | Belgique    | ?              | 8/04/1981         | 2007-2008  | 14 (0)            | 0    | 2      | 0      |
| Yayu Baramoto              | Belgique    | ?              | 15/01/1982        | 2005-2006  | 24 (0)            | 5    | 0      | 0      |
| Jérémy Baur                | Belgique    | ?              | 10/08/1990        | 2011-2013  | 16 (0)            | 0    | 1      | 0      |
| Étienne Baus               | Belgique    | ?              | ?                 | 1895-1896  | 1 (1)             | 0    | 0      | 0      |
| Georges Beetz              | Belgique    | ?              | ?                 | 1901-1903  | 0 (0)             | 0    | 0      | 0      |
| Rachid Belaïd              | Belgique    | ?              | 2/05/1967         | 2003-2004  | 1 (0)             | 0    | 0      | 0      |
| Negi Ben Ali               | Belgique    | ?              | 29/04/1983        | 2005-2006  | 0 (0)             | 0    | 0      | 0      |
| Adil Ben Kassem            | Belgique    | ?              | 27/02/1987        | 2010-2012  | 55 (0)            | 24   | 13     | 0      |
| Guillaume Benelmans        | Belgique    | ?              | ?                 | 1897-1898  | 1 (1)             | 0    | 0      | 0      |
| Raymond Berger             | Belgique    | ?              | ?                 | 1910-1912  | 0 (0)             | 0    | 0      | 0      |
| Kevin Bertrand             | Belgique    | ?              | 11/08/1991        | 2010-2011  | 0 (0)             | 0    | 0      | 0      |
| Serge Beyens               | Belgique    | ?              | ?                 | 1908-1911  | 0 (0)             | 0    | 0      | 0      |
| Doudouh Bilal              | Belgique    | ?              | 10/02/1987        | 2006-2008  | 29 (0)            | 5    | 3      | 0      |
| Frederick Boechmer         | Belgique    | ?              | ?                 | 1911-1912  | 0 (0)             | 0    | 0      | 0      |
| Michael Bolen              | Belgique    | ?              | 1/11/1979         | 2003-2004  | 9 (0)             | 0    | 0      | 0      |
| Laurent Bonte              | Belgique    | ?              | 9/11/1979         | 2003-2004  | 5 (0)             | 0    | 0      | 0      |
| Morad Boudrissa            | Belgique    | ?              | 8/01/1976         | 2003-2004  | 19 (0)            | 0    | 3      | 0      |
| Marie-Robin Bounougou-Edoa | Belgique    | ?              | 17/06/1981        | 2003-2004  | 4 (0)             | 0    | 0      | 0      |
| Francis Brenes De Mora     | Belgique    | ?              | ?                 | 1899-1900  | 4 (4)             | 0    | 0      | 0      |
| Fernand Brichant           | Belgique    | Gardien de but | 1/02/1895         | 1919-1920  | 0 (0)             | 0    | 0      | 0      |
| Jean Brigode               | Belgique    | ?              | ?                 | 1913-1914  | 1 (1)             | 0    | 0      | 0      |
| Vincent Brillant           | Belgique    | ?              | 4/11/1977         | 2005-2007  | 39 (0)            | 0    | 4      | 0      |
| Albert Bruneel             | Belgique    | ?              | ?                 | 1913-1914  | 0 (0)             | 0    | 0      | 0      |
| Maurice Bruneel            | Belgique    | ?              | ?                 | 1913-1914  | 1 (1)             | 0    | 0      | 0      |
| Richard Burgo              | Belgique    | ?              | 21/11/1977        | 2003-2013  | 97 (0)            | 28   | 7      | 1      |
| Georges Burne              | Belgique    | ?              | ?                 | 1900-1901  | 1 (1)             | 0    | 0      | 0      |
| Fabian Busschaert          | Belgique    | ?              | 2/12/1971         | 2005-2008  | 65 (0)            | 22   | 0      | 0      |

## C
| Joueur                 | Nationalité | Position | Date de naissance | Période(s) | Matches (dont D1) | Buts | Jaunes | Rouges |
| ---------------------- | ----------- | -------- | ----------------- | ---------- | ----------------- | ---- | ------ | ------ |
| Ibrahim Camara         | Belgique    | ?        | 6/09/1980         | 2003-2004  | 10 (0)            | 0    | 4      | 0      |
| Gorkem Camoglu         | Belgique    | ?        | 23/09/1989        | 2010-2011  | 0 (0)             | 0    | 0      | 0      |
| Hugo Cardoso-Fernandes | Belgique    | ?        | 28/09/1986        | 2007-2008  | 0 (0)             | 0    | 0      | 0      |
| Jeremy Carnazza        | Belgique    | ?        | 14/05/1992        | 2012-2013  | 0 (0)             | 0    | 0      | 0      |
| Jacques Casse          | Belgique    | ?        | ?                 | 1911-1914  | 0 (0)             | 0    | 0      | 0      |
| Jean Cassel            | Belgique    | ?        | ?                 | 1901-1905  | 0 (0)             | 0    | 0      | 0      |
| Kevin Castermans       | Belgique    | ?        | 29/12/1985        | 2010-2011  | 10 (0)            | 0    | 2      | 0      |
| Cédric Cauche          | Belgique    | ?        | 8/06/1982         | 2005-2006  | 2 (0)             | 0    | 1      | 0      |
| Fernand Cattoir        | Belgique    | ?        | ?                 | 1895-1896  | 2 (2)             | 0    | 0      | 0      |
| Kevin Cenera-Parrado   | Belgique    | ?        | 28/07/1987        | 2007-2008  | 0 (0)             | 0    | 0      | 0      |
| Abdellah Chakroun      | Belgique    | ?        | 12/02/1974        | 2003-2004  | 4 (0)             | 0    | 1      | 1      |
| Benjamin Chapeau       | Belgique    | ?        | 29/03/1980        | 2010-2012  | 13 (0)            | 0    | 1      | 1      |
| Mohammed Chouaf        | Belgique    | ?        | 15/04/1982        | 2007-2008  | 19 (0)            | 1    | 3      | 0      |
| Arthur Christie        | Belgique    | ?        | ?                 | 1896-1898  | 0 (0)             | 0    | 0      | 0      |
| Heydt Christie         | Angleterre  | ?        | ?                 | 1901-1902  | 1 (1)             | 0    | 0      | 0      |
| Djibril Cissé          | Belgique    | ?        | 1/06/1991         | 2011-2013  | 8 (0)             | 0    | 0      | 0      |
| Jérome Clercq          | Belgique    | ?        | 4/12/1987         | 2010-2012  | 12 (0)            | 0    | 0      | 0      |
| Louis Convert          | Belgique    | ?        | ?                 | 1895-1906  | 0 (0)             | 0    | 0      | 0      |
| Basil Cowan            | Belgique    | ?        | 23/05/1884        | 1903-1910  | 0 (0)             | 0    | 0      | 0      |
| Reilly Charles Cowan   | Belgique    | ?        | ?                 | 1903-1904  | 1 (1)             | 0    | 0      | 0      |
| George Cuissart        | Belgique    | ?        | ?                 | 1895-1899  | 0 (0)             | 0    | 0      | 0      |

## D
| Joueur                         | Nationalité | Position  | Date de naissance | Période(s) | Matches (dont D1) | Buts | Jaunes | Rouges |
| ------------------------------ | ----------- | --------- | ----------------- | ---------- | ----------------- | ---- | ------ | ------ |
| Albert De Bassompierre         | Belgique    | ?         | ?                 | 1895-1896  | 2 (2)             | 0    | 0      | 0      |
| Paul De Borman                 | Belgique    | ?         | ?                 | 1895-1905  | 0 (0)             | 0    | 0      | 0      |
| Axel De Buyl                   | Belgique    | ?         | 16/03/1989        | 2012-2013  | 0 (0)             | 0    | 0      | 0      |
| René-Makunda De Cooman         | Belgique    | ?         | 7/08/1985         | 2011-2012  | 1 (0)             | 0    | 0      | 0      |
| Max De Lalaing                 | Belgique    | ?         | ?                 | 1895-1898  | 0 (0)             | 0    | 0      | 0      |
| Edmond De Laraberie            | Belgique    | ?         | ?                 | 1906-1911  | 0 (0)             | 0    | 0      | 0      |
| Roger De Laraberie             | Belgique    | ?         | ?                 | 1903-1905  | 0 (0)             | 0    | 0      | 0      |
| Edouard De Laveleye            | Belgique    | ?         | ?                 | 1895-1896  | 4 (4)             | 0    | 0      | 0      |
| Emile De Laveleye              | Belgique    | ?         | ?                 | 1904-1906  | 0 (0)             | 0    | 0      | 0      |
| Baudouin De Le Vingne          | Belgique    | ?         | ?                 | 1913-1914  | 11 (11)           | 0    | 0      | 0      |
| Sébastien De Meersman          | Belgique    | ?         | 30/12/1970        | 2003-2004  | 3 (0)             | 0    | 0      | 0      |
| Christophe De Meester          | Belgique    | ?         | 16/12/1975        | 2003-2004  | 20 (0)            | 1    | 2      | 0      |
| Kevin De Meu                   | Belgique    | ?         | 8/04/1982         | 2011-2012  | 0 (0)             | 0    | 0      | 0      |
| Julien De Meyer                | Belgique    | ?         | 30/12/1985        | 2012-2013  | 0 (0)             | 0    | 0      | 0      |
| Jacques De 't Serclaes         | Belgique    | ?         | ?                 | 1913-1914  | 10 (10)           | 0    | 0      | 0      |
| Quintin De Visscher            | Belgique    | ?         | 4/04/1980         | 2007-2008  | 14 (0)            | 2    | 2      | 1      |
| Mathieu De Wilde               | Belgique    | ?         | 8/12/1987         | 2005-2006  | 0 (0)             | 0    | 0      | 0      |
| Christophe Decoster            | Belgique    | ?         | 14/09/1977        | 2010-2011  | 28 (0)            | 2    | 4      | 0      |
| Pierre Defize                  | Belgique    | ?         | ?                 | 1908-1914  | 0 (0)             | 0    | 0      | 0      |
| Jérome Deghislage              | Belgique    | ?         | 12/01/1987        | 2007-2013  | 24 (0)            | 0    | 4      | 0      |
| Michel Delph                   | Belgique    | ?         | 23/10/1977        | 2003-2004  | 25 (0)            | 3    | 3      | 0      |
| Menco Deryck                   | Belgique    | ?         | 14/01/1993        | 2012-2013  | 0 (0)             | 0    | 0      | 0      |
| Francis Dessain                | Belgique    | Attaquant | 25/07/1875        | 1896-1905  | 0 (0)             | 0    | 0      | 0      |
| Maurice Dewez                  | Belgique    | ?         | ?                 | 1904-1905  | 2 (2)             | 0    | 0      | 0      |
| Silvio Di Stefano              | Belgique    | ?         | 22/07/1986        | 2007-2008  | 0 (0)             | 0    | 0      | 0      |
| Honoré Dolmen                  | Belgique    | ?         | 23/11/1985        | 2007-2008  | 16 (0)            | 0    | 4      | 2      |
| Peter Donckers                 | Belgique    | ?         | 29/01/1985        | 2006-2007  | 0 (0)             | 0    | 0      | 0      |
| Joseph d'Oultremont            | Belgique    | ?         | ?                 | 1895-1898  | 0 (0)             | 0    | 0      | 0      |
| Frantz du Monceau de Bergendal | Belgique    | ?         | ?                 | 1898-1909  | 0 (0)             | 0    | 0      | 0      |
| François Dumont                | Belgique    | ?         | ?                 | 1907-1910  | 0 (0)             | 0    | 0      | 0      |
| Jean Dupuich                   | Belgique    | ?         | ?                 | 1902-1907  | 0 (0)             | 0    | 0      | 0      |
| Frédéric Durvaux               | Belgique    | ?         | 19/12/1979        | 2005-2013  | 94 (0)            | 2    | 15     | 2      |

## E
| Joueur                 | Nationalité | Position | Date de naissance | Période(s) | Matches (dont D1) | Buts | Jaunes | Rouges |
| ---------------------- | ----------- | -------- | ----------------- | ---------- | ----------------- | ---- | ------ | ------ |
| John-John El Chalouhi  | Belgique    | ?        | 28/09/1987        | 2006-2012  | 27 (0)            | 7    | 1      | 0      |
| Mohamed El Majaoui     | Belgique    | ?        | 16/10/1972        | 2003-2004  | 30 (0)            | 0    | 2      | 0      |
| Mohamed El Ouahmi      | Belgique    | ?        | 26/10/1967        | 2005-2007  | 3 (0)             | 0    | 0      | 0      |
| Christian Epopo-Ewonga | Belgique    | ?        | 30/06/1986        | 2006-2008  | 3 (0)             | 0    | 0      | 0      |
| Kemal Eryigit          | Belgique    | ?        | 19/04/1981        | 2006-2007  | 4 (0)             | 1    | 0      | 0      |
| Nourreddine Essalmany  | Belgique    | ?        | 12/11/1983        | 2003-2008  | 9 (0)             | 0    | 0      | 0      |
| Zouhair Essikal        | Belgique    | ?        | 7/07/1979         | 2003-2007  | 43 (0)            | 0    | 9      | 2      |
| Adel Ettouzani         | Belgique    | ?        | 25/03/1983        | 2003-2004  | 7 (0)             | 0    | 0      | 0      |
| Yves Etumba            | Belgique    | ?        | 20/11/1982        | 2006-2007  | 19 (0)            | 2    | 2      | 1      |

## F
| Joueur           | Nationalité | Position       | Date de naissance | Période(s) | Matches (dont D1) | Buts | Jaunes | Rouges |
| ---------------- | ----------- | -------------- | ----------------- | ---------- | ----------------- | ---- | ------ | ------ |
| Victor Fauquel   | Belgique    | ?              | ?                 | 1896-1901  | 0 (0)             | 0    | 0      | 0      |
| Walter Fay       | Belgique    | ?              | ?                 | 1898-1901  | 0 (0)             | 0    | 0      | 0      |
| Percy Fender     | Belgique    | ?              | ?                 | 1911-1912  | 13 (13)           | 0    | 0      | 0      |
| Lucien Feron     | Belgique    | ?              | ?                 | 1910-1914  | 0 (0)             | 0    | 0      | 0      |
| Carl Feye        | Belgique    | ?              | ?                 | 1904-1906  | 0 (0)             | 0    | 0      | 0      |
| Marcel Feye      | Belgique    | ?              | 8/03/1883         | 1904-1912  | 0 (0)             | 0    | 0      | 0      |
| Paul Feye        | Belgique    | ?              | ?                 | 1910-1911  | 1 (1)             | 1    | 0      | 0      |
| Rene Feye        | Belgique    | ?              | 8/08/1881         | 1905-1908  | 0 (0)             | 0    | 0      | 0      |
| Georges Fievet   | Belgique    | ?              | ?                 | 1895-1899  | 0 (0)             | 0    | 0      | 0      |
| Henri Flameng    | Belgique    | ?              | ?                 | 1911-1912  | 2 (2)             | 0    | 0      | 0      |
| Anthony Foerster | Belgique    | ?              | 21/08/1986        | 2010-2012  | 48 (0)            | 11   | 12     | 1      |
| Carl Fourneaux   | Belgique    | Gardien de but | ?                 | 1904-1912  | 0 (0)             | 0    | 0      | 0      |

## G
| Joueur             | Nationalité | Position | Date de naissance | Période(s) | Matches (dont D1) | Buts | Jaunes | Rouges |
| ------------------ | ----------- | -------- | ----------------- | ---------- | ----------------- | ---- | ------ | ------ |
| Jonas Gailly       | Belgique    | ?        | 30/08/1986        | 2007-2008  | 0 (0)             | 0    | 0      | 0      |
| Émile Gérard       | Belgique    | ?        | ?                 | 1913-1914  | 3 (3)             | 0    | 0      | 0      |
| Lucien Gernaert    | Belgique    | ?        | ?                 | 1895-1897  | 0 (0)             | 0    | 0      | 0      |
| Guillaume Gets     | Belgique    | ?        | ?                 | 1905-1906  | 0 (0)             | 0    | 0      | 0      |
| André Gilliaux     | Belgique    | ?        | ?                 | 1900-1910  | 0 (0)             | 0    | 0      | 0      |
| Ernest Gillon      | Belgique    | ?        | ?                 | 1902-1903  | 0 (0)             | 0    | 0      | 0      |
| Nicolas Glouftsis  | Belgique    | ?        | 5/12/1977         | 2003-2004  | 24 (0)            | 0    | 3      | 1      |
| Manuel Gonstas     | Belgique    | ?        | 6/12/1977         | 2003-2004  | 24 (0)            | 10   | 6      | 1      |
| Frédéric Gounongbe | Belgique    | ?        | 1/05/1988         | 2006-2008  | 39 (0)            | 9    | 6      | 1      |
| Charles Guillon    | Belgique    | ?        | ?                 | 1904-1914  | 0 (0)             | 0    | 0      | 0      |
| Silas Guillon      | Belgique    | ?        | ?                 | 1908-1911  | 0 (0)             | 0    | 0      | 0      |

## H
| Joueur                         | Nationalité | Position  | Date de naissance | Période(s) | Matches (dont D1) | Buts | Jaunes | Rouges |
| ------------------------------ | ----------- | --------- | ----------------- | ---------- | ----------------- | ---- | ------ | ------ |
| Émile Halet                    | Belgique    | ?         | ?                 | 1903-1907  | 0 (0)             | 0    | 0      | 0      |
| Henri Hanot                    | Belgique    | ?         | ?                 | 1911-1912  | 0 (0)             | 0    | 0      | 0      |
| Jeremy Haynes                  | Belgique    | ?         | 26/03/1985        | 2005-2006  | 4 (0)             | 0    | 0      | 0      |
| Jonathan Haynes                | Belgique    | ?         | 20/10/1983        | 2005-2006  | 12 (0)            | 0    | 2      | 0      |
| Julien Hennart                 | Belgique    | ?         | 6/02/1981         | 2003-2004  | 12 (0)            | 0    | 2      | 0      |
| Arthur Herssens                | Belgique    | ?         | 31/07/1892        | 1910-1912  | 0 (0)             | 0    | 0      | 0      |
| Gokhan Horasanli               | Belgique    | ?         | 10/02/1985        | 2007-2011  | 16 (0)            | 2    | 5      | 1      |
| Gaston Hubin                   | Belgique    | Défenseur | 11/07/1886        | 1923-1926  | 0 (0)             | 0    | 0      | 0      |
| Pierre Hynderick De Theulegoet | Belgique    | ?         | ?                 | 1898-1902  | 0 (0)             | 0    | 0      | 0      |

## I
| Joueur        | Nationalité | Position | Date de naissance | Période(s) | Matches (dont D1) | Buts | Jaunes | Rouges |
| ------------- | ----------- | -------- | ----------------- | ---------- | ----------------- | ---- | ------ | ------ |
| Gaston Ithier | Belgique    | ?        | ?                 | 1898-1900  | 0 (0)             | 0    | 0      | 0      |

## J
| Joueur         | Nationalité | Position  | Date de naissance | Période(s) | Matches (dont D1) | Buts | Jaunes | Rouges |
| -------------- | ----------- | --------- | ----------------- | ---------- | ----------------- | ---- | ------ | ------ |
| Charles Jooris | Belgique    | Attaquant | 15/10/1900        | 1928-1931  | 0 (0)             | 0    | 0      | 0      |
| Alfons Joux    | Belgique    | ?         | ?                 | 1905-1906  | 1 (1)             | 0    | 0      | 0      |
| Louis Joux     | Belgique    | ?         | ?                 | 1904-1913  | 0 (0)             | 0    | 0      | 0      |

## K
| Joueur              | Nationalité | Position  | Date de naissance | Période(s) | Matches (dont D1) | Buts | Jaunes | Rouges |
| ------------------- | ----------- | --------- | ----------------- | ---------- | ----------------- | ---- | ------ | ------ |
| Max Kahn            | Belgique    | ?         | ?                 | 1895-1897  | 0 (0)             | 0    | 0      | 0      |
| Kosta Karamanis     | Belgique    | ?         | 8/05/1987         | 2007-2008  | 11 (0)            | 0    | 0      | 0      |
| Trésor Karera       | Belgique    | ?         | 17/02/1986        | 2007-2008  | 0 (0)             | 0    | 0      | 0      |
| Arnaud Kayens       | Belgique    | ?         | 23/12/1981        | 2007-2008  | 12 (0)            | 0    | 1      | 0      |
| Olivier Keppens     | Belgique    | ?         | 3/03/1983         | 2006-2008  | 19 (0)            | 0    | 2      | 0      |
| Constant Keskinidis | Belgique    | ?         | 28/01/1987        | 2006-2008  | 48 (0)            | 4    | 5      | 0      |
| Jean Kestemont      | Belgique    | ?         | ?                 | 1909-1911  | 0 (0)             | 0    | 0      | 0      |
| Julien Kialunda     | Zaïre       | Défenseur | 24/04/1940        | 1973-1980  | 0 (0)             | 0    | 0      | 0      |
| Abderahamane Konate | Belgique    | ?         | 1/01/1993         | 2011-2012  | 4 (0)             | 0    | 0      | 0      |
| Max Kufferath       | Belgique    | ?         | ?                 | 1906-1909  | 0 (0)             | 0    | 0      | 0      |

## L
| Joueur                   | Nationalité | Position | Date de naissance | Période(s) | Matches (dont D1) | Buts | Jaunes | Rouges |
| ------------------------ | ----------- | -------- | ----------------- | ---------- | ----------------- | ---- | ------ | ------ |
| Damien La Grange         | Belgique    | ?        | 2/11/1991         | 2011-2012  | 8 (0)             | 0    | 0      | 0      |
| Malik Labiad             | Belgique    | ?        | 1/05/1987         | 2011-2012  | 9 (0)             | 1    | 2      | 0      |
| Ruben Lacroix            | Belgique    | ?        | 19/04/1989        | 2012-2013  | 0 (0)             | 0    | 0      | 0      |
| Nicolas Lahure           | Belgique    | ?        | 21/05/1984        | 2005-2006  | 0 (0)             | 0    | 0      | 0      |
| Quentin Laurent          | Belgique    | ?        | 6/10/1989         | 2010-2012  | 51 (0)            | 2    | 14     | 2      |
| Paul Lebon               | Belgique    | ?        | ?                 | 1909-1910  | 1 (1)             | 0    | 0      | 0      |
| Florian Leci             | Belgique    | ?        | 20/11/1989        | 2012-2013  | 0 (0)             | 0    | 0      | 0      |
| Steven Lecointre         | Belgique    | ?        | 11/08/1981        | 2003-2004  | 15 (0)            | 1    | 2      | 1      |
| Cédric Lecouttere        | Belgique    | ?        | 2/10/1983         | 2005-2006  | 1 (0)             | 0    | 0      | 0      |
| Claude Lembe-Ngatchui    | Belgique    | ?        | 22/10/1981        | 2005-2013  | 111 (0)           | 6    | 11     | 3      |
| Iwan Leroy               | Belgique    | ?        | ?                 | 1904-1905  | 1 (1)             | 0    | 0      | 0      |
| Florian Lescaut          | Belgique    | ?        | 16/07/1987        | 2006-2007  | 0 (0)             | 0    | 0      | 0      |
| Reginaldi Lévy           | Belgique    | ?        | ?                 | 1900-1909  | 0 (0)             | 0    | 0      | 0      |
| René Lévy                | Belgique    | ?        | ?                 | 1898-1900  | 0 (0)             | 0    | 0      | 0      |
| Olivier Lioulas          | Belgique    | ?        | 14/12/1977        | 2003-2004  | 5 (0)             | 0    | 0      | 0      |
| Maurice Lippens          | Belgique    | ?        | ?                 | 1895-1898  | 0 (0)             | 0    | 0      | 0      |
| Nkala Elkana Litu Kimvay | Belgique    | ?        | 18/04/1988        | 2012-2013  | 0 (0)             | 0    | 0      | 0      |
| John Livesay             | Belgique    | ?        | ?                 | 1900-1901  | 1 (1)             | 0    | 0      | 0      |
| René Loïcq               | Belgique    | ?        | ?                 | 1904-1907  | 0 (0)             | 0    | 0      | 0      |
| Laurent Longrie          | Belgique    | ?        | 9/05/1980         | 2006-2007  | 6 (0)             | 0    | 1      | 0      |
| Jamal Louahrani          | Belgique    | ?        | 1/06/1983         | 2003-2004  | 3 (0)             | 0    | 0      | 0      |

## M
| Joueur                 | Nationalité                      | Position  | Date de naissance | Période(s) | Matches (dont D1) | Buts | Jaunes | Rouges |
| ---------------------- | -------------------------------- | --------- | ----------------- | ---------- | ----------------- | ---- | ------ | ------ |
| Hugo Mabiala Vidibio   | Belgique                         | ?         | 23/03/1984        | 2006-2007  | 0 (0)             | 0    | 0      | 0      |
| Etienne Madawa-Sharadi | Belgique                         | ?         | 8/04/1974         | 2005-2006  | 28 (0)            | 6    | 1      | 2      |
| Oumar Maiga            | Belgique                         | ?         | 16/03/1983        | 2003-2013  | 29 (0)            | 2    | 8      | 0      |
| Guy Makela             | Belgique                         | ?         | 16/09/1970        | 2005-2007  | 28 (0)            | 0    | 6      | 2      |
| Serge Makela           | Belgique                         | ?         | 25/03/1972        | 2005-2007  | 54 (0)            | 7    | 12     | 1      |
| Cedric Makonga Nketi   | Belgique                         | ?         | 10/02/1984        | 2012-2013  | 0 (0)             | 0    | 0      | 0      |
| Salino Manzella        | Belgique                         | ?         | 17/04/1980        | 2003-2004  | 17 (0)            | 0    | 3      | 0      |
| Anthony Marino         | Belgique                         | ?         | 22/12/1988        | 2007-2008  | 12 (0)            | 0    | 2      | 0      |
| Gaetan Massart         | Belgique                         | ?         | 5/10/1987         | 2010-2012  | 25 (0)            | 5    | 5      | 1      |
| Makwaga Jules Mbayoko  | République démocratique du Congo | ?         | 15/03/1976        | 2010-2012  | 46 (0)            | 2    | 8      | 1      |
| Abdesalm Melloul       | Belgique                         | Attaquant | 09/07/1974        | 2003-2005  | 59 (0)            | 19   | 5      | 0      |
| Christian Meskens      | Belgique                         | ?         | 27/09/1975        | 2003-2007  | 53 (0)            | 6    | 10     | 2      |
| Georges Michel         | Belgique                         | ?         | ?                 | 1919-1922  | 0 (0)             | 0    | 0      | 0      |
| Bilen Mrabet           | Belgique                         | ?         | 28/07/1986        | 2005-2006  | 15 (0)            | 0    | 2      | 1      |
| Christian Mwaso        | Belgique                         | ?         | 23/07/1990        | 2012-2013  | 0 (0)             | 0    | 0      | 0      |

## N
| Joueur              | Nationalité | Position  | Date de naissance | Période(s) | Matches (dont D1) | Buts | Jaunes | Rouges |
| ------------------- | ----------- | --------- | ----------------- | ---------- | ----------------- | ---- | ------ | ------ |
| Adil Naamane        | Belgique    | ?         | 9/02/1991         | 2012-2013  | 0 (0)             | 0    | 0      | 0      |
| Fernand Nisot       | Belgique    | Attaquant | 11/04/1895        | 1909-1921  | 0 (0)             | 0    | 0      | 0      |
| Randy Nzita-Disling | Belgique    | ?         | 20/09/1986        | 2006-2007  | 6 (0)             | 0    | 0      | 0      |

## O
| Joueur           | Nationalité | Position | Date de naissance | Période(s) | Matches (dont D1) | Buts | Jaunes | Rouges |
| ---------------- | ----------- | -------- | ----------------- | ---------- | ----------------- | ---- | ------ | ------ |
| Frédéric Obiri   | Belgique    | ?        | 11/07/1986        | 2007-2008  | 0 (0)             | 0    | 0      | 0      |
| Jean Otlet       | Belgique    | ?        | ?                 | 1909-1914  | 0 (0)             | 0    | 0      | 0      |
| Alfred Ouedraogo | Belgique    | ?        | 6/11/1989         | 2010-2012  | 38 (0)            | 8    | 5      | 1      |

## P
| Joueur                 | Nationalité | Position | Date de naissance | Période(s) | Matches (dont D1) | Buts | Jaunes | Rouges |
| ---------------------- | ----------- | -------- | ----------------- | ---------- | ----------------- | ---- | ------ | ------ |
| Dangu Daniel Pakasa    | Belgique    | ?        | 4/11/1986         | 2010-2011  | 6 (0)             | 0    | 1      | 0      |
| Vincent Paquet         | Belgique    | ?        | 23/03/1981        | 2003-2004  | 9 (0)             | 1    | 2      | 0      |
| Abraham Pasaoglu       | Belgique    | ?        | 18/08/1978        | 2006-2007  | 6 (0)             | 0    | 1      | 0      |
| Grégory Perneel        | Belgique    | ?        | 1/10/1985         | 2007-2008  | 2 (0)             | 0    | 0      | 0      |
| Eric Peter             | Belgique    | ?        | 29/01/1987        | 2006-2008  | 31 (0)            | 0    | 1      | 0      |
| Steve Peyronnet        | Belgique    | ?        | 13/10/1985        | 2006-2008  | 38 (0)            | 3    | 7      | 1      |
| Luis Miguel Pinto Lima | Belgique    | ?        | 29/12/1982        | 2011-2012  | 16 (0)            | 2    | 3      | 1      |
| Tanguy Ponce Vasquez   | Belgique    | ?        | 22/04/1991        | 2011-2012  | 4 (0)             | 0    | 1      | 0      |
| Reuben Pope            | Angleterre  | ?        | ?                 | ?          | 0 (0)             | 0    | 0      | 0      |
| Zekrija Poturovic      | Belgique    | ?        | 29/08/1978        | 2012-2013  | 0 (0)             | 0    | 0      | 0      |

## R
| Joueur            | Nationalité | Position | Date de naissance | Période(s) | Matches (dont D1) | Buts | Jaunes | Rouges |
| ----------------- | ----------- | -------- | ----------------- | ---------- | ----------------- | ---- | ------ | ------ |
| Eliezer Rodrigues | Belgique    | ?        | 23/01/1991        | 2010-2012  | 3 (0)             | 0    | 0      | 0      |
| Fabian Rousseau   | Belgique    | ?        | 13/04/1994        | 2012-2013  | 0 (0)             | 0    | 0      | 0      |

## S
| Joueur                     | Nationalité | Position | Date de naissance | Période(s)           | Matches (dont D1) | Buts | Jaunes | Rouges |
| -------------------------- | ----------- | -------- | ----------------- | -------------------- | ----------------- | ---- | ------ | ------ |
| Konan Saoure               | Belgique    | ?        | 24/10/1991        | 2012-2013            | 0 (0)             | 0    | 0      | 0      |
| Abdelatif Sbaaiti-Soukrati | Belgique    | ?        | 22/10/1974        | 2003-2007            | 73 (0)            | 12   | 15     | 4      |
| Massimo Sbardella          | Belgique    | ?        | 1/08/1986         | 2006-2007            | 0 (0)             | 0    | 0      | 0      |
| Pierre Schoenfeld          | Belgique    | ?        | 2/02/1986         | 2006-2007            | 0 (0)             | 0    | 0      | 0      |
| Mike Schraepen             | Belgique    | ?        | 5/11/1990         | 2010-2011            | 0 (0)             | 0    | 0      | 0      |
| Sevan Sekerci              | Belgique    | ?        | 30/06/1986        | 2006-2008            | 23 (0)            | 3    | 5      | 0      |
| Pasquale Sigona            | Belgique    | ?        | 26/05/1992        | 2010-2012            | 6 (0)             | 0    | 0      | 0      |
| Dianov Stoyanov            | Belgique    | ?        | 3/11/1991         | 2011-2012            | 2 (0)             | 0    | 0      | 0      |
| Frédéric Suederick         | Belgique    | ?        | 16/08/1974        | 2003-2004, 2006-2007 | 24 (0)            | 0    | 0      | 0      |

## T
| Joueur        | Nationalité | Position       | Date de naissance | Période(s) | Matches (dont D1) | Buts | Jaunes | Rouges |
| ------------- | ----------- | -------------- | ----------------- | ---------- | ----------------- | ---- | ------ | ------ |
| Eric Thornton | Angleterre  | Gardien de but | ?                 | 1897-1907  | 0 (0)             | 0    | 0      | 0      |

## V
| Joueur                   | Nationalité | Position       | Date de naissance | Période(s) | Matches (dont D1) | Buts | Jaunes | Rouges |
| ------------------------ | ----------- | -------------- | ----------------- | ---------- | ----------------- | ---- | ------ | ------ |
| Nicolas Van Grootenbruel | Belgique    | ?              | 14/05/1983        | 2011-2012  | 24 (0)            | 0    | 4      | 0      |
| Marc Van Leemput         | Belgique    | Gardien de but | 26/01/1977        | 2005-2006  | 5 (0)             | 0    | 0      | 0      |
| Stevy Van Mulders        | Belgique    | ?              | 15/01/1986        | 2007-2008  | 7 (0)             | 0    | 0      | 0      |
| Olivier Vandepontseele   | Belgique    | ?              | 13/05/1971        | 2007-2012  | 16 (0)            | 0    | 1      | 1      |
| Ludovic Vanhecke         | Belgique    | ?              | 14/10/1986        | 2007-2008  | 27 (0)            | 0    | 6      | 1      |
| Dimitri Venetis          | Belgique    | ?              | 15/11/1976        | 1996-1998  | 49 (0)            | 0    | 0      | 0      |
| Jonathan Vanonckelen     | Belgique    | ?              | 21/11/1986        | 2010-2013  | 33 (0)            | 0    | 3      | 1      |
| David Vega Y Laruelo     | Belgique    | ?              | 4/11/1985         | 2005-2006  | 0 (0)             | 0    | 0      | 0      |
| Olivier Verdeyen         | Belgique    | ?              | 18/08/1986        | 2005-2007  | 48 (0)            | 0    | 6      | 1      |
| Kevin Verduyckt          | Belgique    | ?              | 28/07/1992        | 2011-2012  | 3 (0)             | 0    | 0      | 0      |
| Laurent Vierdeels        | Belgique    | ?              | 13/01/1983        | 2007-2011  | 20 (0)            | 0    | 4      | 0      |
| Lionel Viola             | Belgique    | ?              | 5/10/1982         | 2010-2011  | 1 (0)             | 0    | 0      | 0      |

## W
| Joueur                  | Nationalité | Position | Date de naissance | Période(s) | Matches (dont D1) | Buts | Jaunes | Rouges |
| ----------------------- | ----------- | -------- | ----------------- | ---------- | ----------------- | ---- | ------ | ------ |
| Paul Wackers            | Belgique    | ?        | ?                 | 1898-1909  | 0 (0)             | 0    | 0      | 0      |
| Guerlain Wakaka-Kumenda | Belgique    | ?        | 29/04/1984        | 2010-2011  | 1 (0)             | 0    | 0      | 0      |
| Stéphane Wellemans      | Belgique    | ?        | 12/01/1984        | 2007-2008  | 0 (0)             | 0    | 0      | 0      |
| Rodrigue Williot        | Belgique    | ?        | 7/06/1988         | 2010-2012  | 56 (0)            | 1    | 11     | 1      |
| Christophe Wilmotte     | Belgique    | ?        | 28/07/1990        | 2012-2013  | 0 (0)             | 0    | 0      | 0      |

### Sources
- (nl) « Liste des joueurs du club », sur Belgian Soccer Database (Léopold Club Bruxelles)
- (nl) « Liste des joueurs du club », sur Belgian Soccer Database (Uccle Léopold Forestoise)
- (nl) « Liste des joueurs du club », sur Belgian Soccer Database (Uccle Léopold Football Club)